# Cancer Chemotherapy and Pharmacology
Cancer Chemotherapy and Pharmacology is een internationaal, aan collegiale toetsing onderworpen wetenschappelijk tijdschrift over chemotherapie. De naam wordt in literatuurverwijzingen meestal afgekort tot Canc. Chemother. Pharmacol. Het wordt uitgegeven door Springer Science+Business Media en verschijnt maandelijks. Het eerste nummer verscheen in 1978.